# 윤찬호
윤찬호(1981년 4월 21일 ~ )는 대한민국의 희극 배우이자 가수이다.

## 출연작

### 방송
지상파
- 웃찾사 (SBS)
- 하땅사 (MBC)

공중파
- 켠김에 왕까지 (온게임넷)